# 地中海柏木
地中海柏木（学名：Cupressus sempervirens）为柏科柏木属下的一个种。又名絲柏、義大利柏、鉛筆柏。

## 扩展阅读
- 維基物種上的相關：地中海柏木